# Curt Bergsten
Curt Bergsten (1912. június 24. – 1987. július 21.) svéd válogatott labdarúgó.